# PLU-N
PLU-N là trang mạng xã hội song ngữ dành cho cộng đồng người đồng tính Việt Nam khắp thế giới. Đây là một thương hiệu của DWM Inc. PLU-N hỗ trợ rất nhiều công cụ để kết bạn. Với khẩu hiệu "Người ấy đang ở đây" PLU-N thể hiện mục đích giúp người sử dụng tìm được chàng trai trong mơ của mình. Vào thời điểm tháng 11 năm 2010, PLU-N tuyên bố mô hình kinh doanh của mình, một trang web kết bạn & mạng xã hội dành cho gay, là duy nhất tại Việt Nam và châu Á. PLU-N được cho là cạnh tranh với Fridae và gaydar tại thị trường Việt Nam.
PLU-N được sáng lập bởi CEO đương nhiệm là Kelvin To vào năm 2010. Ông đã bỏ ra 9 năm để tìm kiếm nguồn vốn đầu tư cho dự án trước khi quyết định tự mình thực hiện nó. PLU-N là nhà bảo trợ của hai sự kiện lớn nhất của cộng đồng người đồng tính ở Việt Nam là cuộc thi Angel Style và Bitch Party.

## Ý nghĩa của tên
PLU-N là viết tắt của PLU Nation và PLU (People Like Us - Những Người Như Chúng Ta) là một thuật ngữ phổ biến ở Hong Kong, Singapore và Malaysia dùng để chỉ người đồng tính. Kelvin To, một người Việt, dùng PLU để đặt tên cho trang web của mình vì ông lớn lên tại Singapore.

## Đặc điểm
PLU-N được mô tả bởi những thành viên của nó như là "sự kết hợp giữa gay.com, Facebook và Foursquare" và là nguyên nhân chính vì sao trang web được nhanh chóng đón nhận bởi cộng đồng khi Facebook, kênh giao tiếp ưa thích của họ sau khi Yahoo! 360 bị đóng cửa vào năm 2008, ngày càng trở nên khó truy cập do những nguyên nhân khách quan từ quản lý nhà nước.
Vào tháng Giêng 2011, CEO Kelvin To tuyên bố một phiên bản tiếp theo của PLU-N sẽ được ra mắt vào cuối năm cùng với một bản dành cho điện thoại di động.

## Đường dẫn
- PLU-N trang web chính thức